# Benjamin Henrichs
Benjamin Henrichs (Bocholt, Alemania, 23 de febrero de 1997) es un futbolista alemán que juega en la posición de defensa en el R. B. Leipzig de la Bundesliga.

## Trayectoria
Comenzó su carrera jugando en el SpVg Porzlas, donde estuvo hasta 2004, cuando se unió a las categorías inferiores del Bayer Leverkusen. En sus años en las juveniles era ubicado en posiciones ofensivas, pero cuando subió al plantel profesional empezó a jugar de lateral. Llegó a desempeñarse de extremo, mediapunta, mediocentro ofensivo y defensivo, y lateral por ambas bandas, e hizo once goles y veinte asistencias. Su debut con el primer equipo se produjo el 20 de septiembre de 2015 ante el Borussia Dortmund, pero no pudo seguir jugando con regularidad debido a sus actividades escolares. En la segunda parte de la temporada, sus actuaciones comenzaron a mejorar y terminó disputando nueve partidos.
En 2016 fue distinguido con la Medalla Fritz Walter dorada al mejor futbolista menor de diecinueve años. Ese mismo año, la revista deportiva FourFourTwo lo incluyó en su lista de los cincuenta y nueve mejores jugadores del mundo menores de veintiún años. En el Bayer Leverkusen jugó setenta y seis partidos, hasta que en agosto de 2018 fichó por cinco años con el A. S. Mónaco, que pagó veinte millones de euros. El 27 de octubre marcó su primer gol, en un empate a dos goles con el Dijon F. C. O.
El 8 de julio de 2020 el R. B. Leipzig anunció su vuelta al fútbol alemán tras incorporarlo como cedido una temporada, reservándose una opción de compra al término de la misma. En abril de 2021 el club hizo efectiva dicha opción y firmó un contrato hasta 2025.

## Selección nacional
Es hijo de un padre alemán y una madre ghanesa, y jugó con la selección alemana en las divisiones sub-15, sub-16, sub-17, sub-18, sub-19 y sub-21. El 8 de noviembre de 2011 disputó con la sub-15 un amistoso ante Polonia en el que anotó un gol. Dos días después se disputó la revancha, que acabó 2:2 y en la cual ingresó en el segundo tiempo. Con la sub-16 jugó cuatro veces y marcó cuatro goles, dos de ellos a se los hizo a Inglaterra el 13 de febrero de 2013 en la victoria por 4:3. Ese año disputó la ronda élite clasificatoria al Campeonato Europeo Sub-17, pero los alemanes no lograron acceder a la fase final. No obstante, sí clasificaron al Campeonato Europeo Sub-17 de la UEFA 2014, donde Henrichs fue asignado capitán. Disputó todos los partidos de su selección, que fue eliminada en fase de grupos, y anotó el único gol de su equipo, a Suiza en el primer partido. El 13 de mayo de 2015 jugó con la sub-18 un encuentro ante Austria.
Alemania fue sede del Campeonato Europeo de la UEFA Sub-19 2016, por lo que accedió directamente a la fase final. Fueron eliminados en primera ronda, pero se enfrentaron con Países Bajos en el partido de eliminación directa para clasificar a Copa Mundial de Fútbol Sub-20 de 2017, donde ganaron por penales tras empatar 3:3; Henrichs anotó el último penal y le dio la victoria a su equipo. En agosto de 2016 fue convocado por primera vez a la sub-21 por Stefan Kuntz, y acabó disputando cinco partidos amistosos y seis por la clasificación para la Eurocopa Sub-21 de 2017. Fue convocado por Joachim Löw para jugar con la selección absoluta y realizó su debut el 11 de noviembre de 2016, en una victoria por 8:0 frente a San Marino por la clasificación para la Copa Mundial de Fútbol de 2018.
En 2017 fue seleccionado para disputar la Copa Confederaciones de Rusia, donde integraron el grupo B junto con Australia, Camerún y Chile. En el partido ante los africanos, Henrichs ingresó al campo en el minuto 77 en lugar de Sebastian Rudy. En la semifinal jugó de titular contra México y los alemanes ganaron por 4:1. En la final, que Henrichs no jugó, se consagraron campeones tras derrotar a Chile por 1:0. También disputó la Eurocopa Sub-21 de 2019, donde terminaron segundos y donde Henrichs integró el equipo ideal del torneo.

#### Participaciones en Eurocopas
| Torneo                  | Sede                | Resultado        |
| ----------------------- | ------------------- | ---------------- |
| Eurocopa Sub-17 de 2014 | Malta               | Primera fase     |
| Eurocopa Sub-19 de 2016 | Alemania            | Primera fase     |
| Eurocopa Sub-21 de 2019 | Italia y San Marino | Subcampeón       |
| Eurocopa 2024           | Alemania            | Cuartos de final |

#### Participaciones en Copa Confederaciones
| Torneo                    | Sede  | Resultado |
| ------------------------- | ----- | --------- |
| Copa Confederaciones 2017 | Rusia | Campeón   |

## Estadísticas

### Clubes
Actualizado al último partido disputado el 5 de noviembre de 2024.
| Club                        | Div.          | Temporada     | Liga  | Liga  | Liga   | Copas nacionales | Copas nacionales | Copas nacionales | Copas internacionales | Copas internacionales | Copas internacionales | Total | Total | Total  |
| Club                        | Div.          | Temporada     | Part. | Goles | Asist. | Part.            | Goles            | Asist.           | Part.                 | Goles                 | Asist.                | Part. | Goles | Asist. |
| --------------------------- | ------------- | ------------- | ----- | ----- | ------ | ---------------- | ---------------- | ---------------- | --------------------- | --------------------- | --------------------- | ----- | ----- | ------ |
| Bayer Leverkusen · Alemania | 1.ª           | 2015-16       | 9     | 0     | 1      | 0                | 0                | 0                | 1                     | 0                     | 0                     | 10    | 0     | 1      |
| Bayer Leverkusen · Alemania | 1.ª           | 2016-17       | 29    | 0     | 2      | 1                | 0                | 0                | 7                     | 0                     | 2                     | 37    | 0     | 4      |
| Bayer Leverkusen · Alemania | 1.ª           | 2017-18       | 23    | 0     | 1      | 5                | 0                | 0                | 0                     | 0                     | 0                     | 28    | 0     | 1      |
| Bayer Leverkusen · Alemania | 1.ª           | 2018-19       | 1     | 0     | 0      | 0                | 0                | 0                | 0                     | 0                     | 0                     | 1     | 0     | 0      |
| Bayer Leverkusen · Alemania | Total club    | Total club    | 62    | 0     | 4      | 6                | 0                | 0                | 8                     | 0                     | 2                     | 76    | 0     | 6      |
| A. S. Monaco F. C. Francia  | 1.ª           | 2018-19       | 22    | 1     | 2      | 3                | 0                | 0                | 4                     | 0                     | 0                     | 29    | 1     | 2      |
| A. S. Monaco F. C. Francia  | 1.ª           | 2019-20       | 13    | 0     | 0      | 2                | 0                | 0                | 0                     | 0                     | 0                     | 15    | 0     | 0      |
| A. S. Monaco F. C. Francia  | Total club    | Total club    | 35    | 1     | 2      | 5                | 0                | 0                | 4                     | 0                     | 0                     | 44    | 1     | 2      |
| R. B. Leipzig · Alemania    | 1.ª           | 2020-21       | 13    | 0     | 1      | 4                | 0                | 0                | 3                     | 0                     | 0                     | 20    | 0     | 1      |
| R. B. Leipzig · Alemania    | 1.ª           | 2021-22       | 22    | 3     | 3      | 5                | 0                | 0                | 10                    | 0                     | 0                     | 37    | 3     | 3      |
| R. B. Leipzig · Alemania    | 1.ª           | 2022-23       | 30    | 2     | 3      | 7                | 2                | 0                | 7                     | 0                     | 0                     | 44    | 4     | 3      |
| R. B. Leipzig · Alemania    | 1.ª           | 2023-24       | 33    | 1     | 5      | 3                | 0                | 1                | 6                     | 0                     | 2                     | 42    | 1     | 8      |
| R. B. Leipzig · Alemania    | 1.ª           | 2024-25       | 9     | 0     | 2      | 2                | 0                | 0                | 4                     | 0                     | 0                     | 15    | 0     | 2      |
| R. B. Leipzig · Alemania    | Total club    | Total club    | 107   | 6     | 14     | 21               | 2                | 1                | 30                    | 0                     | 2                     | 158   | 8     | 17     |
| Total carrera               | Total carrera | Total carrera | 204   | 7     | 20     | 32               | 2                | 1                | 42                    | 0                     | 4                     | 278   | 9     | 25     |

## Palmarés

### Títulos nacionales
| Título                | Club          | País     | Año  |
| --------------------- | ------------- | -------- | ---- |
| Copa de Alemania      | R. B. Leipzig | Alemania | 2022 |
| Copa de Alemania      | R. B. Leipzig | Alemania | 2023 |
| Supercopa de Alemania | R. B. Leipzig | Alemania | 2023 |

### Títulos internacionales
| Título               | Club (*)              | País  | Año  |
| -------------------- | --------------------- | ----- | ---- |
| Copa Confederaciones | Selección de Alemania | Rusia | 2017 |

(*) Incluyendo la selección.

### Distinciones individuales
| Distinción                                                                      | Año  |
| ------------------------------------------------------------------------------- | ---- |
| Parte de los 40 mejores jugadores del mundo para The Guardian (categoría 1997). | 2014 |
| Medalla Fritz Walter de Oro al mejor futbolista menor de 19 años.               | 2016 |
| Joven de la semana para el sitio web de la UEFA (mes de noviembre, semana #3).  | 2016 |
| Parte de los 59 mejores futbolistas sub-21 del mundo según FourFourTwo.         | 2016 |
| Parte del equipo ideal de la Eurocopa Sub-21.                                   | 2019 |